# Penske PC-23
La Penske PC-23 è una vettura da competizione realizzata dalla Penske nel 1994.

## Sviluppo
La vettura venne progettata per competere nella stagione 1994 del campionato CART World Series.

## Tecnica
La PC-23 è stata progettata da Nigel Bennett sviluppando la precedente PC-22. Vi erano alcune modifiche a livello aerodinamico per migliorare le prestazioni negli ovali di piccole dimensioni. Come propulsori erano impiegati un Mercedes-Benz 500I (per Indianapolis) e un Ilmor Indy V8, gestiti da un cambio manuale a sei rapporti. Il telaio era del tipo monoscocca in fibra di carbonio, mentre le sospensioni erano in configurazione pushrod. Come pneumatici erano equipaggiati dei Goodyear Eagle.

## Attività sportiva
La vettura è riuscita a conquistare sia la stagione 1994 che la 500 Miglia di Indianapolis con i piloti Al Unser Jr., Emerson Fittipaldi e Paul Tracy. Sono state ottenute 12 vittorie su 16 gare in totale, 10 pole position e 28 podi, con la conquista inoltre del titolo costruttori e di quello produttori. Venne impiegata anche nella stagione 1995, ma i risultati non furono altrettanto brillanti.